# Großkundgebung von Schloss Sigmundskron
Die Großkundgebung von Schloss Sigmundskron bei Bozen in Südtirol fand am 17. November 1957 statt. Bei ihr wurde das Motto „Los von Trient“ geprägt, das in knapper Form die Maßnahmen des Südtirol-Pakets vorwegnahm und sich entscheidend auf die Ausgestaltung der Autonomie Südtirols auswirkte.
Bei der Kundgebung hielt der kurz vorher gewählte Obmann der Südtiroler Volkspartei Silvius Magnago das Hauptreferat. Er setzte sich für die Umsetzung der Forderungen ein und wurde dadurch zur Symbolfigur der Südtiroler Autonomie.

## Vorgeschichte
Im Pariser Vertrag von 1946 hatte Italien Österreich zugesichert, den Südtirolern Selbstverwaltungsrechte einzuräumen. In der Folge waren jedoch nicht der mehrheitlich deutschsprachigen Provinz Bozen (also Südtirol) signifikante autonome Kompetenzen zugestanden worden, sondern der deutlich größeren Region Trentino-Tiroler Etschland mit italienischsprachiger Bevölkerungsmehrheit. Nach Unterzeichnung des Österreichischen Staatsvertrags 1955 kam in Südtirol die Hoffnung auf, dass sich Österreich stärker für die Belange der Südtiroler einsetzen würde. Garant dafür war der damalige Unterstaatssekretär für Äußeres Bruno Kreisky, der ein ausgewiesener Freund Südtirols war.
Die Regierung in Rom war damals allerdings der Meinung, dass der Pariser Vertrag schon erfüllt sei und förderte auf der anderen Seite weiter die Zuwanderung italienischer Arbeiter und den Bau von Sozialwohnungen für diese. Nach der Ankündigung des Ministers für öffentliche Arbeiten, in Bozen 5000 weitere Sozialwohnungen zu errichten, wollte die neue Leitung der Südtiroler Volkspartei eine Kundgebung in Bozen veranstalten. Aus Sicherheitsgründen wurde die Kundgebung aber nach Sigmundskron verlegt.

## Verlauf
Die Lage während der Kundgebung war bis aufs Äußerste angespannt. Unter den rund 35.000 Teilnehmern waren auch nicht wenige gewillt, nach Bozen zu marschieren. Obmann Magnago hatte jedoch dem Quästor (Polizeichef) von Bozen versprochen, dass es zu keinerlei Gewalt kommen werde. Er verkündete dies auch der versammelten Menge auf Schloss Sigmundskron, dass er sein „deutsches Wort“ gegeben habe, dass es zu keiner Gewalt komme. Die unruhige Menge konnte Magnago dank seiner guten Rhetorik in Zaum halten. Als er schließlich das „Los von Trient“ forderte, antwortete die Menge mit Jubel.
Bei der Kundgebung verteilte der damalige Ortsobmann von Frangart Sepp Kerschbaumer ein Flugblatt, das nicht unterzeichnet war, aber dem Befreiungsausschuss Südtirol zugeordnet werden kann.

## Bewertung und Folgen
Die Sigmundskroner Demonstration gilt in der jüngeren Geschichtsschreibung als Ende der Kompromisspolitik und erster demokratiepolitischer Emanzipationsakt der Südtiroler. Sie markiert den Auftakt langwieriger Verhandlungen zum Ausbau der Südtiroler Autonomie. Bis dato waren die meisten autonomen Kompetenzen der Region Trentino-Tiroler Etschland mit seiner italienischsprachigen Bevölkerungsmehrheit vorbehalten gewesen. In den 60ern kam es zur Ausverhandlung und 1972 zum Inkrafttreten des sogenannten „Südtirol-Paketes“, das die Region weitgehend entmachtete und die Befugnisse des mehrheitlich deutschsprachigen Südtirol erheblich ausbaute.